# 리투아니아 6월 봉기
6월 봉기(리투아니아어: birželio sukilimas 비르젤료 수킬리마스)는 1941년 6월 말 리투아니아의 역사상 소련 점령 시기와 나치 독일 점령 시기 사이 짧은 기간 이루어졌던 리투아니아인의 봉기이다. 대략 1년 전인 1940년 6월 15일, 붉은 군대가 리투아니아를 장악하고 리투아니아 소비에트 사회주의 공화국을 수립하였다. 소련은 어떠한 정치적 비판도 정치적 탄압과 적색테러를 통해 반대파를 침묵시켰고 저항을 강제로 진압하였다. 나치 독일이 1941년 6월 22일 소련을 침공하자 리투아니아 내의 여러 국민이 소련 정권에 대항하여 봉기를 일으켜 새롭게 독립을 선포하여 단명한 정부인 리투아니아 임시 정부를 수립하였다. 리투아니아의 2대 도시인 빌뉴스와 카우나스는 독일 국방군이 도착하기 전에 먼저 리투아니아계 반군이 장악하였다. 이후 일주일도 안되어 독일군이 리투아니아 전역을 장악하였다. 리투아니아인들은 독일인들을 억압적인 소련 통치의 해방자로 맞이하며 독일이 리투아니아의 독립을 회복시켜주거나 최소한 슬로바키아의 사례와 같이 어느 정도의 자치권을 줄 것이라고 생각했다. 하지만 나치의 리투아니아인 지원은 없었으며 독일은 리투아니아 행정조직을 점진적으로 독일로 편입시켰다. 1941년 7월 말에는 독일의 통치기구인 동방 국가판무관부가 수립되었다. 실질적인 행정권을 박탈당한 리투아니아 임시정부는 8월 5일 해산하였다.

## 배경과 준비
1918년, 리투아니아는 제1차 세계 대전과 러시아 혁명의 여파로 독립을 이뤄냈고 리투아니아 독립 전쟁으로 이를 확고히 만드는데 성공하였다. 제2차 세계 대전 초기 리투아니아는 중립국을 선언했으며 리투아니아 의회에서는 중립법을 통과하였다. 하지만 제2차 세계 대전 직전 리투아니아 주변의 지정학적 상황이 달라지면서 리투아니아는 주변국의 최후통첩을 받아들여야만 했다. 1938년 3월 17일, 폴란드는 외교 관계 수립에 대한 최후통첩을 전달했다. 당시 폴란드의 빌뉴스 점령에 반발하여 외교 단절을 하고 있었으나 리투아니아 정부는 주변국과의 관계 정상화를 추구하며 최후통첩을 받아들였다. 1939년 3월 20일에는 나치 독일이 리투아니아에 최후통첩을 전달했다. 최후통첩의 내용은 클라이페다 지역을 나치 독일에게 넘기라는 내용이었다. 이틀 후 달리 방법이 없던 리투아니아 정부는 최후통첩을 승낙하였다.
제2차 세계 대전이 막 시작된 1939년 9월 2일, 리투아니아 영사관이 빌뉴스에 문을 열었다. 이 영사관에서는 세계 최초로 유대인들에게 보호를 위해 비자를 발급했으며 폴란드인 난민들도 여럿 구했다. 이런 활동으로 리투아니아 시민들은 홀로코스트로부터 유대인을 적극적으로 구했다. 한편 1934년 나치 독일은 리투아니아 국민에게 유대인에 대해서 어떤 보호에 관한 조치도 취하지 말라고 성명을 한 적이 있었다.

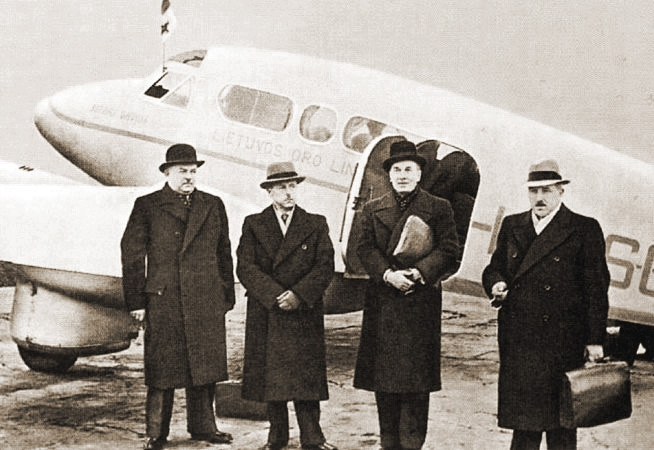
모스크바로 떠나기 전의 리투아니아 대표단. 이 대표단은 소련으로부터 소련-리투아니아 상호지원조약에 서명하라는 협박을 받았다.

또다른 강대국 이웃인 소련은 리투아니아 정복을 위한 준비를 시작했다. 1939년 10월 7일 리투아니아 대표단은 모스크바로 떠나 불리한 상황에서 소련-리투아니아 상호지원조약에 강제로 서명해야 했다. 이 조약으로 리투아니아의 역사적인 수도인 빌뉴스 지역을 얻었으나 리투아니아 전역에 5개 소련군 기지가 설립되고 2만명이 주둔하게 되었다. 처음엔 리투아니아 국방부 장관인 카지스 무스테이키스와 외무부 장관 유오자스 우르프시스가 리투아니아는 빌뉴스 지역을 받겠다고 소련 주둔군이 들어오는 것은 원치 않는다고 말했으나 소련 서기장 이오시프 스탈린은 "빌뉴스를 받든 받지 않든, 소련군은 리투아니아 내로 진주할 것"이라고 말했다. 또한 스탈린은 우르프시스에게 독일-소련 비밀 조약 내용과 영향력 배분 지도를 보여주었다. 결국 5개 중 2개 기지의 위치는 카우나스와 바로 맞닿아 있는 프리에나이와 가이주나이로 결정되었다. 빌뉴스라는 역사적 수도를 되찾았으나 행정부 등 주요 정부 기관은 카우나스에 그대로 남아 있었다.

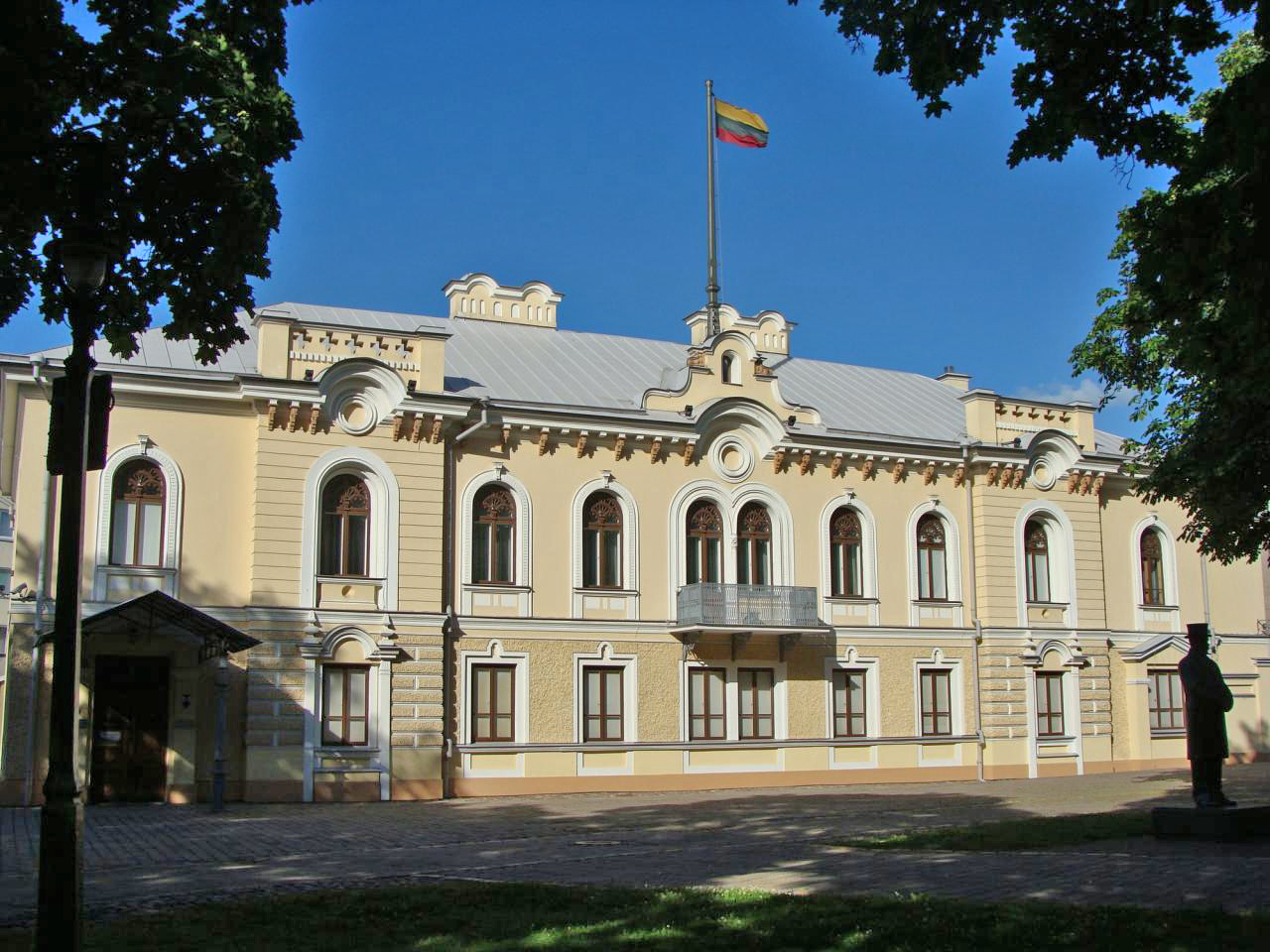
1940년 6월 14일 밤, 독립 리투아니아 정부의 마지막 내각회의가 열린 카우나스 구 대통령궁.

소련은 다음 단계로 돌입해 리투아니아가 붉은 군대 병사들을 납치했다는 비난을 하였다. 리투아니아 정부는 이 주장에 대해 부인했으나 소련과 리투아니아 양 측 사이 갈등은 심해졌다. 1940년 6월 14일, 소련은 리투아니아에게 최후통첩을 보내 정권교체 및 사전 협약 없이 붉은 군대의 리투아니아 지역 주둔 허용 등을 요구했다. 이는 사실상 리투아니아 전 지역의 점령과 같았다. 6월 14일 자정이 되가기 직전 카우나스의 구 대통령궁에서 리투아니아 정부의 마지막 내각회의가 열렸다. 여기서 소련의 최후통첩에 대한 토론을 열었다. 안타나스 스메토나 대통령은 최후통첩안의 거의 대부분을 수용하지 않았으며 카지스 무스테이키스, 콘스탄티나스 샤케니스, 카지미에라스 요칸타스와 함께 군사적 저항을 주장하였으나 리투아니아군 총사령관인 빈차스 비트카우스카스, 소장 스타시스 라슈티키스, 카지스 비자우스카스, 안타나스 메르키스 및 내각 장관 대부분은 이미 주둔하고 있는 소련군 때문에 저항이 불가능하다고 주장하며 최후통첩안을 받아들여야 한다고 주장했다. 이날 밤 소련군은 벨로루시 소비에트 사회주의 공화국-리투아니아 국경 지대에서 리투아니아 국경수비대원인 알렉산드라스 바라우스카스를 살해하였다. 다음날 아침 리투아니아 내각이 사임하였으며 대통령은 소련 괴뢰를 피해 망명 정부를 수립하기 위해 해외로 망명하였다. 곧이어 붉은 군대가 벨라루스-리투아니아 국경을 넘어서 리투아니아 내로 20만명의 군인이 월경하였으며 뒤이어 카우나스를 비롯한 리투아니아의 주요 도시를 점령하였다. 리투아니아군은 저항하지 마라는 명령을 받았으며 리투아니아 공군 병력도 지상에 잔류하였다. 당시 리투아니아군은 군인 26,084명(장교 1,728명) 및 군무원 2,031명이 복무하고 있었다. 또한 육군의 지휘를 받던 리투아니아 소총수 연합에 62,000명이 가입되어 있었으며 가입자들 대다수인 70%가 농부 및 농업 종사자였다.
점령 직후 소련은 리투아니아의 주요 국가 관료진들을 처형하였다. 최후 통첩에서 언급되었던 두 목표 대상이었던 내무부 장관 카지스 스쿠차스와 리투아니아 국가보안부장 아우구스티나스 포빌라이티스는 모스크바로 끌려가서 처형당했다. 안타나스 구스타이티스, 카지스 비자우스카스, 비타우타스 페트룰리스, 카지미에라스 요칸타스, 요나스 마실류나스, 안타나스 타모샤이티스도 사형당하는 운명을 맞았으며 대통령인 알렉산드라스 스툴긴스키스, 유오자스 우르프시스, 레오나스 비스트라스, 안타나 메르키스, 프라나스 도비다이티스, 페트라스 클리마스, 도나타스 말리나우스카스등 주요 고위층들과 수천여명이 리투아니아 국외로 강제추방당했다. 스타시스 라슈티키스는 부인의 설득으로 비밀리에 독일 국경을 월경하였다. 이 사실이 밝혀지자 NKVD는 라슈티키스의 가족들에게 테러를 가했다. 그의 아내는 1살 난 딸과 강제로 떨어져 카우나스 감옥에서 고문받았으며, 아버지인 베르나르다스 라슈티키스, 3명의 딸, 두 형제자매는 시베리아로 강제 추방당했다. 리투아니아 육군 및 지상군에 소속되어 있던 사병, 부사관, 장교들 중 점령자에게 위협적인 인물로 분류된 사람들은 리투아니아 파르티잔 세력에 가담하는 것을 막기 위해 전원 체포되어 심문을 거쳐 보호구역으로 풀러나거나 강제 수용소로 끌려가너가 처형되었다. 리투아니아군은 처음에 리투아니아 인민군으로 개명했으나 나중에는 제29소총군단으로 개편되었다.

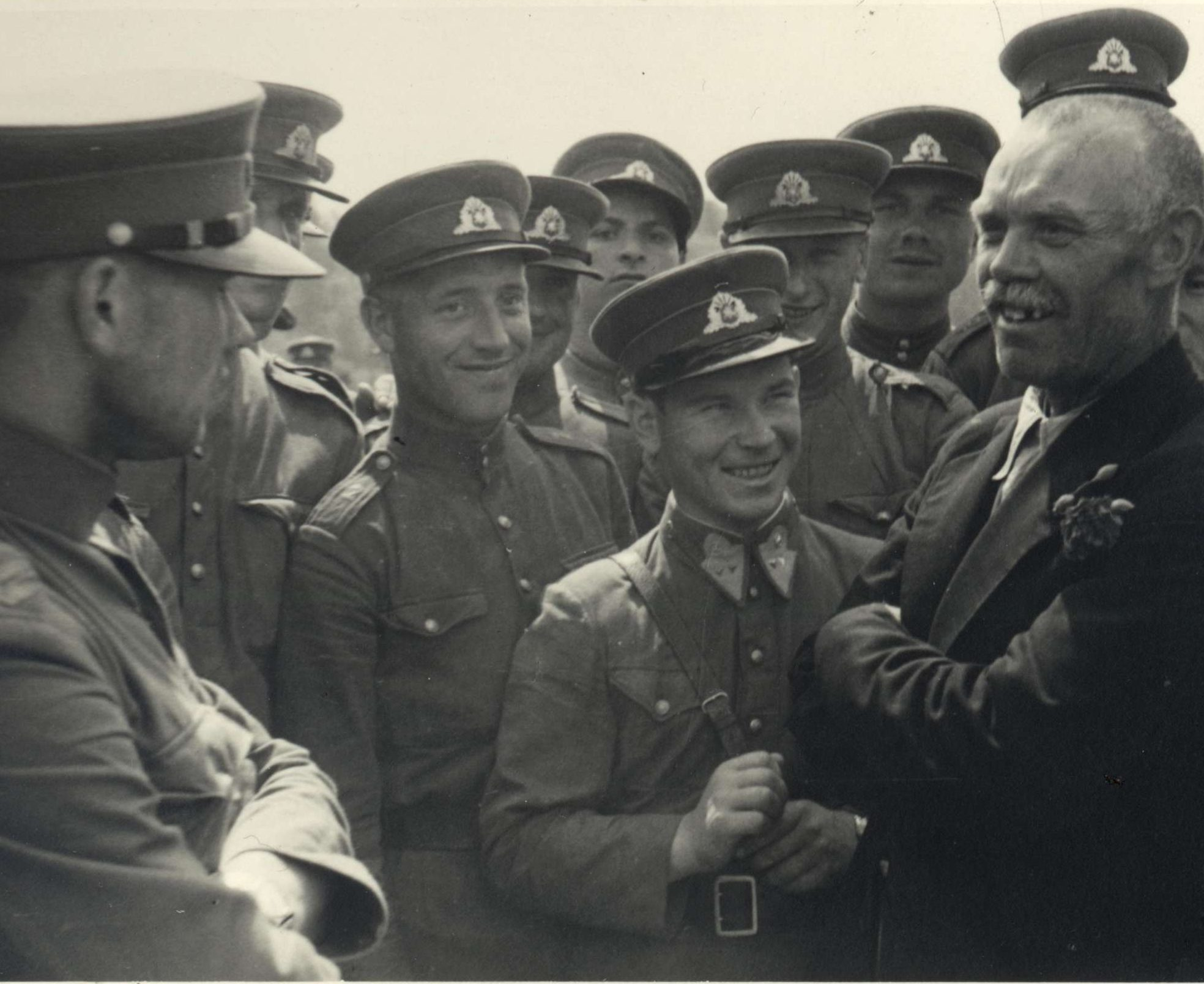
1940년 카우나스에서 소비에트의 정치 장교(군 숄더 스트립 없음)과 소련 하에 있던 인민의회 의원 (자켓 옷깃에 빨간 장미가 달려 있음)이 리투아니아 인민군 부사관들에게 곧 "붉은 군대 휘하로 합쳐질 것이라고 발표하는 모습.

점령에 뒤이어 소비에트화가 시작되었다. 새롭게 권력을 잡은 정권은 야당, 언론, 기타 조직들의 활동을 금지시켰고 대외국과의 관계도 막았다. 뒤이어 1940년 6월 17일 리투아니아 인민정부가 수립되었고 리투아니아 공산당이 1당집권을 하는 길로 이어지게 되었다. 7월 1일에는 정부의 합법성을 확립하고 리투아니아의 "합법적인 소련 가입" 계획을 설계하기 위해 리투아니아의 세이마스가 해산되고 인민 세이마스가 결과를 조작한 강제 총선거가 열려 그 결과 리투아니아 노동인민연합이 승리하고 리투아니아의 총리와 대통령에 유스타스 팔레츠키스가 올랐다. 신정부는 소련 정부에게 리투아니아가 소련에 가입할 것을 요청하라는 점령군의 요구에 따랐다. 리투아니아 신정부는 국유화를 포함한 소련화의 이행에 저항할 수도 없었고, 정치 운동가들과 기타 "인민의 적"이라 불린 이들을 대량으로 체포하는 사태도 막지 않았다. 또한 모든 문화, 종교, 정치 단체가 강제로 해산되었다. 경제 상황은 꾸준히 악화되었고 생활 수준도 떨어졌다. 1년 후, 6월 봉기를 불과 7일 앞둔 시점에서 주로 인텔리겐치아로 구성된 리투아니아인 17,000명이 강제로 시베리아로 가족과 함께 끌려가 추방당해 수많은 사람들이 비인도적인 생활 환경에서 사망하는 6월 추방 사태가 일어났다. 대규모 추방 사태는 봉기의 대중적인 지지를 이끌은 주요 사건 중 하나였다. 또한 이 사태는 처음에 독일의 침공에 긍정적인 영향도 주었다. 추방이나 체포를 면한 사람들은 자발적으로 무장 단체로 조직되어 숲에 숨어 더 큰 봉기를 일으키길 기다렸다.
1940년 가을 수립된 리투아니아 운동 전선(LAF)의 궁극적인 목표는 리투아니아의 재독립을 쟁취하는 것이었다. 베를린의 카지스 슈키르파가 지휘하는 운동 전선은 리투아니아의 저항세력을 하나로 통일하였고 소련에 대항할 봉기를 위한 자원을 조직하고 보존하는데 집중했다. 운동 전선은 통솔조직으로 발전했고 수많은 단체가 베를린의 운동 전선과는 관련이 없었음에도 "리투아니아 운동 전선"이라는 이름을 사용했다. 운동 전선은 빌뉴스에 군사정치본부를, 카우나스에 조직본부를 설치했다. 베를린, 빌뉴스, 카우나스 본부 사이 통신과 협력은 빈약하였다. 빌뉴스 본부는 1941년 6월 초 소련의 대규모 체포 사건으로 큰 피해를 입고 와해되었다. 체포된 인물 대다수는 1941년 12월 러시아 내에서 처형당했다.
1941년 3월 리투아니아 운동 전선은 베를린에서 나치 독일과 소련 간의 전쟁을 준비하는 지침을 다룬 비망록인 "친애하는 형제들에게"(Brangūs vergaujantieji broliai)를 출판하였다. 반군은 감옥, 철도, 교량, 통신 중심지, 공장 등 전략 물자를 확보하고 중앙본부는 임시 정부를 수립하고 독립을 선언하는 한편 후퇴하는 붉은 군대의 잠재적인 방해로부터 보호해야 한다고 요청하였다. 4월에는 리투아니아의 독립을 선언하는 내용을 발표할 리투아니아 임시 정부의 정부구성원 명단이 정해졌다. 총리직엔 슈키르파가, 장관 4명은 빌뉴스 본부가, 장관 6명은 카우나스 본부가, 나머지 장관 1명은 베를린 본부 사람으로 임명되었다. 임시 정부 구성원들은 전쟁 이전 다양한 정당을 대표했으며 리투아니아 국민의 대다수를 대표한다고 주장했다. 지명된 모든 장관들이 임시정부에서 장관직을 제안받았다는 것을 알고 있던 건 아니였다. 6월 14일, 베를린의 나치 독일 정부는 슈키르파와 산하 운동가들에게 사전 승인 없이 어떠한 정부 구성이나 공개 선언도 하지 말아야 한다고 주장했다. 슈키르파는 이에 동의했지만 이미 그는 리투아니아 내 운동에 대한 영향력이 거의 없었다.

## 6월 봉기

### 독일의 진군과 소련의 후퇴

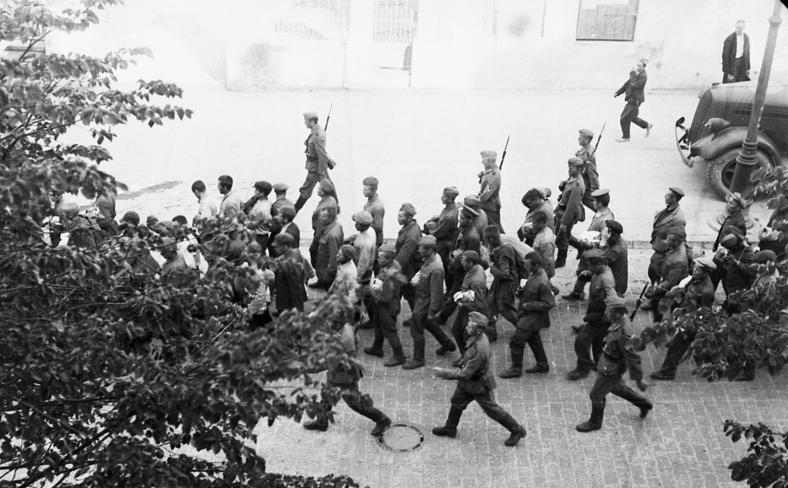
1941년 6-7월, 빌뉴스에서 독일군이 소련군 포로를 끌고 가고 있다.

6월 22일 오전 3시 15분, 리투아니아 SSR을 독일군이 두 경로로 침공하였다. 북부집단군은 리투아니아 서부와 북부를 휩쓸었으며 중부 집단군은 빌뉴스 지역 대부분을 점령하였다. 독일군은 40개 사단 70만명의 병력, 1,500대의 전차, 항공기 1,200기를 동원하여 리투아니아 SSR를 공격했다. 이에 맞서 리투아니아 지역의 소련군은 발트 군구 산하 25개 사단 40만명의 병력, 1,500대의 전차, 항공기 1,344기가 있었다. 리투아니아 영토 내에는 제8군과 제11군 산하 제7소총병사단과 제6차량화사단이 배치되어 있었다.
독일군의 첫 공격은 루프트바페의 리투아니아 주요 도시(케다이냐이, 라세이냐이, 카르멜라바, 파네베지스, 유르바르카스, 우크메르게, 샤울랴이 등) 및 비행장, 공항에 대한 공습으로 시작되었다. 독일군의 공습으로 민간인 4천명 이상이 사망한 것으로 추정된다. 소련 공군이 가지고 있던 항공기는 322기가 공중에서, 1,489기가 지상에서 손실을 입어 대부분 지상에서 파괴되었다. 이후 독일군은 칼티네나이, 라세이냐이, 샤울랴이 인근에서 소련군의 산발적인 저항을 받고 리투아니아의 지원을 받으며 빠르게 전진하였다. 라세이냐이 전투에서 소련군은 전차 지원을 받아 반격을 시도했으나 큰 손실을 입었다. 개전 첫 주만에 독일군은 3,362명의 사상자를 낳았으나 리투아니아 거의 전역을 점령하였다. 소련군의 손실은 심각했으나 정확한 수치는 알려지지 않았고 대략 12-15개 사단이 전멸한 것으로 추정된다. 또한 리투아니아 지역에 주둔하던 소련군의 항공기, 전차, 포, 기타 장비도 대부분 망실되었다.

#### 독일과 소련의 잔학 행위
리투아니아는 침공한 독일군에게 우호적으로 대했지만 그럼에도 독일군은 곳곳에서 리투아니안들에게 징벌적인 처형을 단행했다. 예를 들어 아블링가 마을에서는 독일군이 진격 중 사망했다는 이유로 마을 내 리투아니아 민간인 42명을 즉결처형하였다. 또한 알리투스에서는 독일군이 괴한 2명에게 총격을 받았다는 이유로 리투아니아 반군 42명을 즉결처형하였다. 알리투스에서 독일군의 테러는 다음날에도 이어져 15세에서 50세 사이 남성들을 골라 20-25명의 무리로 만들어 민간인들을 학살하였다.
하지만 후퇴하는 붉은 군대도 리투아니아에서 여러 잔학 행위를 펼쳤다. 소련 점령 기간 체포되었던 약 4천명의 정치범 및 기타 죄수들은 소련 본국으로 이송될 예정이었다. 소련의 엔카베데는 라세이냐이, 프라비에니슈케스, 파네베지스 등에서 조직적으로 수용소 내 죄수를 학살하였다. 리투아니아 내에서만 총 40곳에서 리투아니아 민간인을 NKVD가 집단 학살하였다. 그 외에도 소련 내 감옥으로 이송되는 도중에도 여러 학살이 발생하였다. 이 중 가장 거대한 학살로는 현재의 벨라루스 체르벤 마을에서 리투아니아인 1천명 이상을 학살한 사건이 있다. 나치의 점령 기간 작성된 NKVD의 학살 명단에 따르면 리투아니아 봉기에 참여하지 않은 리투아니아 민간인 769명 이상이 학살당한 것으로 집계되었다.

### 리투아니아의 봉기

#### 카우나스

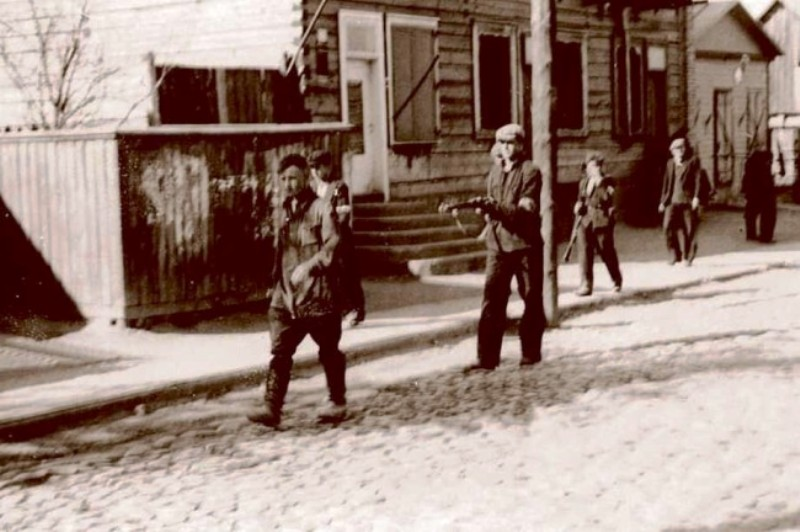
카우나스에서 붉은 군대의 정치위원을 체포하는 리투아니아 운동 전선원.

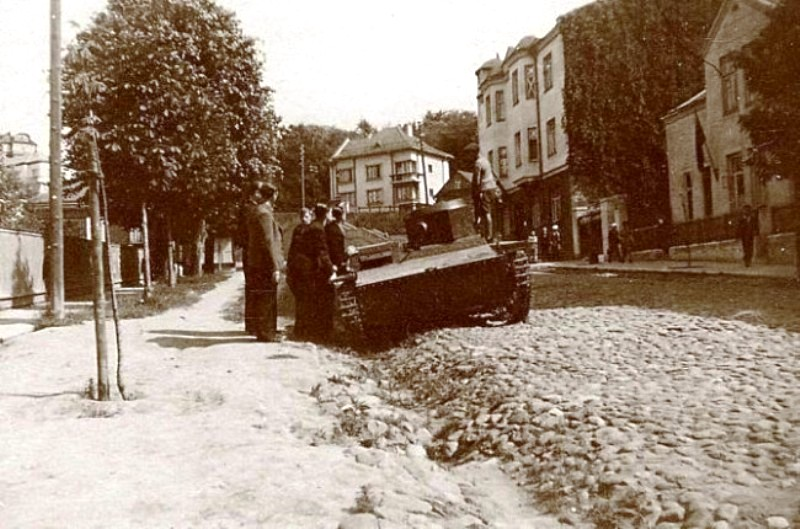
카우나스에서 붉은 군대의 T-38 전차를 검사하는 리투아니아 운동 전선원.

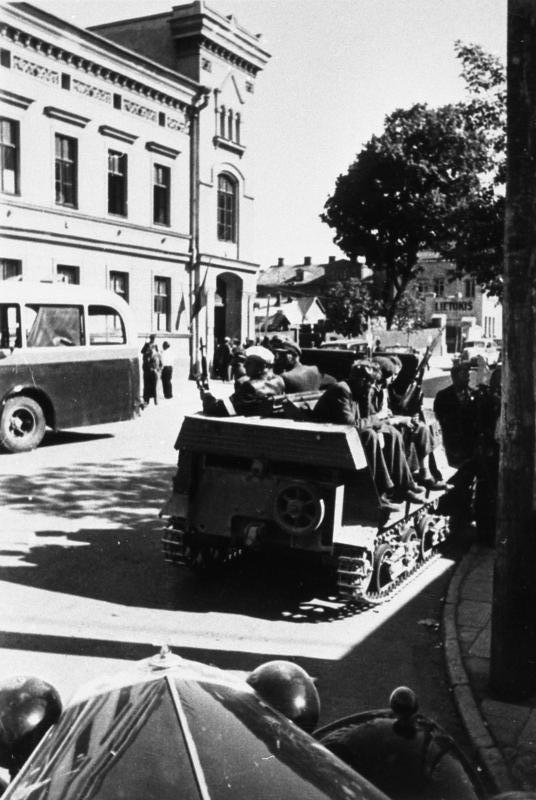
1941년 6월 25일, 카우나스의 리투아니아 운동 전선 병력.

봉기는 개전 당일인 1941년 6월 22일 새벽에 시작되었다. 리투아니아 운동 전선의 주요 병력은 카우나스에 집결하였다. 오전 10시 운동 전선은 잘랴칼니스에서 회의를 열고 관할 영역을 나눴다. 회의에서 봉기의 주요 목표는 소련과 교전하는 것이 아니라 도시를 확보하고(도시 내 조직, 기관, 기업 등) 독일은 선언하는 것으로 설정하였다. 6월 22일 저녁까지 리투아니아는 대통령궁, 우체국, 전화 및 전신국, 라디오 방송국, 무선전화국을 통제하였다. 전화국 통제 덕분에 리투아니아는 알려진 모든 공산주의자의 전화 연결을 끊어버리고 암호나 비화어 없이 서로 연락할 수 있게 되었다. 라디오 방송국은 소련이 파괴하였고 6월 22일에서 23일 넘어가는 밤에 야간 수리를 진행하였다. 의대생들이 구급차를 몰고 예비 부품을 조달하였다. 라디오를 지키는 독립 리투아니아 병력의 부족의 걱정에도 불구하고 6월 23일 아침 레오나스 프라푸올레니스가 방송국에 들어와 리투아니아 독립 선언서와 임시 정부 구성원의 내각진을 발표하였다. 본 방송은 리투아니아어, 독일어, 프랑스어로 여러 차례 반복되었다.
6월 23일 아침에는 리투아니아 반군이 샨차이, 파네무네, 빌리얌폴레의 소련군 무기고를 급습하였다. 무장한 리투아니아인들이 도시 전체로 퍼졌다. 네리스강을 가로지르는 빌리얌폴레 다리는 독일군이 이 다리를 통해 카우나스 시내로 들어올 루트로 예상했기 때문에 반군에게 특별한 관심을 받았다. 리투아니아 반군이 다리에 도착했을 땐 이미 다리에 폭발물이 설치되어 있었다. 소련군 병사 40명과 장갑차 3대가 다리를 지키며 다리가 폭파될 때를 기다렸다. 소련군이 리투아니아군의 사격에 맞서 후퇴하자 유오자스 사불료니스라는 이름의 병사가 다리 한가운데로 달려가 폭발물과 이어진 전선을 끊어버리고 다리를 지켰다. 사불료니스는 전선을 끊고 돌아오던 도중 소련군의 총탄에 사망하였고 봉기의 첫 희생자 중 하나로 기록되었다.
네무나스강을 가로지르는 다리는 후퇴하는 소련군이 폭파시켰다. 이 과정에서 수발키야 지역의 붉은 군대는 카우나스를 우회하였고 이 덕분에 도시 내의 반군은 큰 공격을 받지 않았다. 메탈라스 공장은 샨차이 반군의 본부가 되었고 이 반군은 보트를 타거나 부교를 건설하여 네만강을 도하해 후퇴하러는 소련군을 막으러 시도했다. 강변에서의 전투로 반군 약 100명이 사망하였고 여러 장교를 포함한 소련군 100여명이 포로로 잡혔으며 아무도 조종할 줄 모르는 전차 3대를 포함한 여러 군용 장비도 노획되었다. 기타 반군은 경찰서, 상점, 창고를 확보하고 도시의 전반적인 질서를 회복하러 시도했다. 반군은 급히 도시 내 자치경찰을 조직하고 약 2,000명의 정치범을 석방하였다. 또한 출판소를 점령해 일간지 "다일리 이 라이스베"(자유로 전진)을 발간하였다. 붉은 군대 제188소총병사단장인 피오트르 이바노프는 제11군에 카우나스를 통해 사단이 후퇴하는 동안 "지역 내 반혁명분자들이 고의로 붉은 군대에게 사격을 가했으며, 충돌에서 수많은 병력과 군사장비를 손실했다"라고 보고하였다.
6월 24일에는 요나바의 붉은 군대 전차 부대가 카우나스를 탈환하라는 명령을 받았다. 반군은 독일군에게 무전기를 통해 지원을 요청했다. 붉은 군대는 루프트바페의 폭격을 받아 도시로 향하지 못했다. 이는 최초의 독일군-리투아니아군 연합군 작전이다. 최초의 독일군 정찰병인 중위 플로레트와 사병 4명이 6월 24일 카우나스에 입성하여 우호국 수중에 들어갔다. 다음날에는 독일군 본대가 거의 퍼레이드 방식으로 어떠한 저항도 받지 않은 채 카우나스 시내로 입성하였다. 6월 26일에는 독일군 사령부가 반군을 해산시키고 무장을 해제하라는 명령을 받았다. 이틀 뒤에는 리투아니아인 경비대와 순찰대도 임무가 해제되었다.
7월 자체 조사에 따르면 카우나스 내에는 자발적으로 조직된 26개 단체 총 6천명의 반란군이 조직되어 있었다. 제일 큰 단체는 200-250명으로 구성되어 있었다. 카우나스에서 발생한 리투아니아인 총 사상자수는 200명 사망, 150명 부상으로 추정된다.

#### 빌뉴스
빌뉴스에서는 비타우타스 불비추스가 지휘하던 저항전선이 전쟁 직전 소련에게 체포되면서 해체되었고 리투아니아인은 도시에서 극소수만이 남아 있었다. 따라서 봉기 규모도 훨씬 작았고 그 봉기도 6월 23일에야 시작되었다. 반군은 우체국, 라디오 방송국, 기타 정부기관을 장악하고 게디미나스 타워 꼭대기에 리투아니아의 국기를 계양하였다. 붉은 군대 대부분은 빌뉴스 외곽에 주둔하였고, 상당수는 빠르게 퇴각하였기 때문에 빌뉴스 장악은 매우 쉬웠다. 첫 독일군은 6월 24일 빌뉴스 시내에 입성하였다. 한스 폰 풍크가 지휘하는 제7기갑사단은 은 붉은 군대가 빌뉴스 시내에서 저항하리라 생각하고 도시를 폭격할 계획을 세우기도 하였다.
1940년 리투아니아군이 해체되면서 창설된 제29소총군단에는 리투아니아인 약 7천명에서 8천명이 배속되어 있었다. 이 중 대다수가 6월 24일부터 탈영하여 빌뉴스로 돌아오기 시작했다. 바레나 인근에 주둔하였던 제184소총사단은 독일군과 가장 먼저 대치하였다. 소련군 장교단의 혼란을 틈타 리투아니아인들이 군단 주병력에서 소수 탈출하여 빌뉴스로 집결하였다. 제184소총사단의 리투아니아인 중 745명만이 소련 영내까지 같이 후퇴하였다. 제179소총사단은 파브라데-슈벤초넬랴이에서 프스코프 방향으로 후퇴하라는 명령을 받았다. 6월 27일 사단 병력이 리투아니아 국경을 넘어가자 리투아니아인 병사들은 반란을 일으켰다. 최소 120명의 리투아니아인이 탈영 시도 중 총격을 받아 사망했다. 제179소총사단 병력 중 1,500명에서 2천명이 네벨에 도착하였다. 리투아니아 측은 탈영병들이 새로운 리투아니아군의 핵심이 되길 바랬지만, 탈영병 병사들은 리투아니아 엄호대대라는 유사 경찰병력으로 편성되어 독일군 산하에서 홀로코스트로 학살을 벌이는 임무에만 투입되었다.

#### 기타 지역과 요약
봉기는 다른 도시, 마을, 교외 지역으로도 퍼졌다. 리투아니아 전역에서 매우 다양한 수준의 반군이 활동하였으며 갈수록 봉기는 덜 조직적이고 자발성이 강해졌으며 혼란이 강해졌다. 남성들은 카우나스에서 리투아니아 저항전선이나 조직적인 저항에 들어보지 못했음에도 불구하고 조직적인 저항 활동에 가담하였다. 대부분의 지역에서 반군은 카우나스와 빌뉴스 봉기의 패턴을 그대로 따랐다. 가장 중요한 경찰서부터 해서 지역 기관을 장악하고 기타 전략적으로 중요한 목표지점을 점령했다. 반군은 소비에트 운동가를 체포하고 정치범을 석방하였으며 곳곳에 리투아니아의 국기를 계양하였다. 거의 모든 곳에서 총과 탄약이 부족했고 무기를 얻는 주된 방법이 항복한 소련군을 무장해제시켜 노획하는 방식이었다. 반군이 가장 활발하게 활동한 지역은 슈벤초니스, 마제이캬이, 파네베지스, 우테나였다. 하지만 샤울랴이와 같은 일부 지역에서는 눈에 띄는 반군 활동이 없기도 하였다. 일단 독일군이 시가지를 장악하면 보통 반군을 무장 해제시켰다. 하지만 사실상 반군이 설치하였던 경찰, 각종 위원회 등 일부 지역기관은 나중에 합법화되어 활동하기도 하였다.
소련 통치 기간 반군 가담자는 박해를 받았고 봉기는 역사책에서 검열되었다. 주로 리투아니아계 미국인이 출판한 회고록과 연구에서는 리투아니아 봉기 가담자의 총 수를 9만명에서 11만 3천명으로, 사상자는 2천명에서 6천명으로 부풀려서 이야기했다. 1990년 리투나이아가 다시 독립하고 새로운 문서들이 공개되면서 역사학자들은 봉기 가담자의 총 수를 16,000명에서 20,000명으로, 사상자는 6백명 정도로 추산하고 있다. 반군 대부분은 18세에서 25세 사이의 어린 청년으로 구성되었다. 봉기 과정에서 소련군의 총 사상자는 5천명으로 추산된다.

## 독립과 임시 정부
"주목! 주목! 카우나스에서 알려드립니다. 리투아니아가 독립했습니다. 리투아니아가 독립이 회복하였음을 선언하였습니다. 새롭게 수립된 임시 정부는 리투아니아를 자유롭고 독립된 국가로 회복시키고 있음을 선언합니다. 전 세계의 순수한 양심 앞에서 신생 리투아니아는 새로운 기반 위에 유럽의 조직에 열렬히 기여할 것이라 약속합니다. 잔혹한 볼셰비키의 테러에 시달리던 리투아니아는 국가통합과 사회정의를 바탕으로 미래를 건설하기로 결정했습니다."

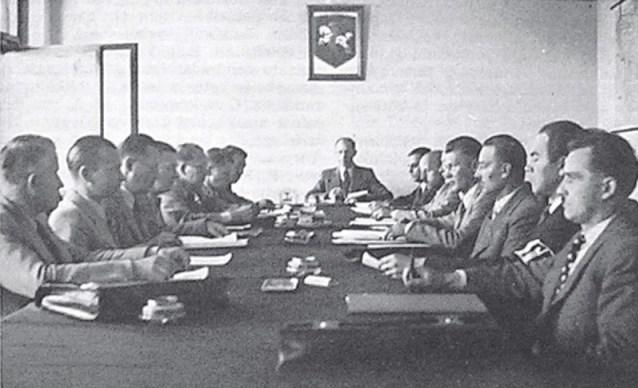
유오자스 암브라제비추스가 의장으로 진행한 리투아니아 임시 정부의 각료회의 모습.

1941년 6월 23일 오전 9시 28분, 리투아니아의 국가인 "타우티슈카 기에스메"가 카우나스의 방송국을 통해 송출되었다. 전선 지도자인 레오나스 프라푸올레니스는 리투아니아의 독립 선언문인 아츠타토마 라이스바 리에투바(Atstatoma laisva Lietuva, 자유 리투아니아가 복원됨)을 발표하였다. 프라푸올레니스는 임시 정부 각료 구성원을 발표하였고 국민들에게 공공 및 사유재산을 보호하고 노동자들은 공장 및 공공기관과 기타 중요 전략지점을 보호하며 경찰관들에겐 공공질서를 보존하기 위해 순찰해달라고 부탁하였다. 이 메시지는 리투아니아어, 독일어, 프랑스어로 수 차례 반복되었다.
임시 정부의 첫 각료회의는 6월 24일 열렸다. 베를린에 가택연금 중이던 카지스 슈키르파 대신 전선 활동가 유오자스 암브라제비추스가 총리로 추대되었다. 신정부는 국토를 완전히 통제하고 독립을 선언하며 탈소비에트 운동을 시작하러했다. 6주간 미리 준비되었던 토지, 기업, 부동산의 국유화 및 지방 행정 구역의 복원, 경찰 조직 수립, 기타 주제에 대한 100여가지의 법률을 반포하였다. 정부는 다른 군사 단체의 통제 하에 있던 빌뉴스 지역에는 영향력을 가지고 있지 않았다. 정부가 살아남길 바라며 임시 정부는 나치 정부와 적극적으로 협력하였다.

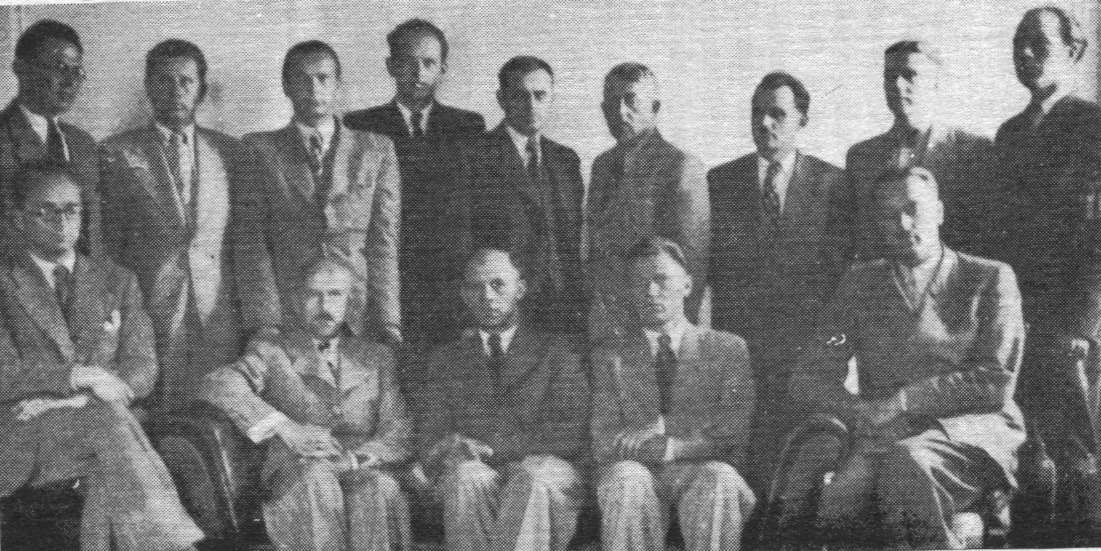
임시 정부의 마지막 회의 참석자를 촬영한 사진.

독일군은 신정부를 인정하진 않았지만, 우크라이나의 스테판 반데라가 세웠던 정부와는 다르게 무력으로 해산하는 조치를 취하진 않았다. 처음에 독일 군정부는 민간 기관을 통제하러 시도하진 않았기 때문에 임시 정부의 활동이 용인되었다. 7월 17일에는 독일의 민정부(민정청)인 동방 국가판무관부가 수립되었다. 새롭게 수립된 독일 민정청은 무력을 사용하는 대신 신문에 법령을 인쇄하거나 라디오 방송 송출을 허가하지 않는 등 천천히 기존 임시 정부의 영향력을 줄였으며 대신 독일 민정청이 그 영향력을 대신하고 임시 정부가 스스로 해산하거나 이름뿐인 괴뢰정부가 되도록 유도하였다. 임시 정부는 이것이 인정과 자치권을 의미한다면 기꺼이 협력하고자 했지만 임시정부는 독일 점령지의 도구가 되는 것은 원하지 않았다. 리투아니아 정부는 8월 5일 리투아니아 정부의 영향력을 제거하러는 독일의 움직임에 항의하는 성명을 발표하고서 스스로 해산하였다.

## 여파와 논쟁

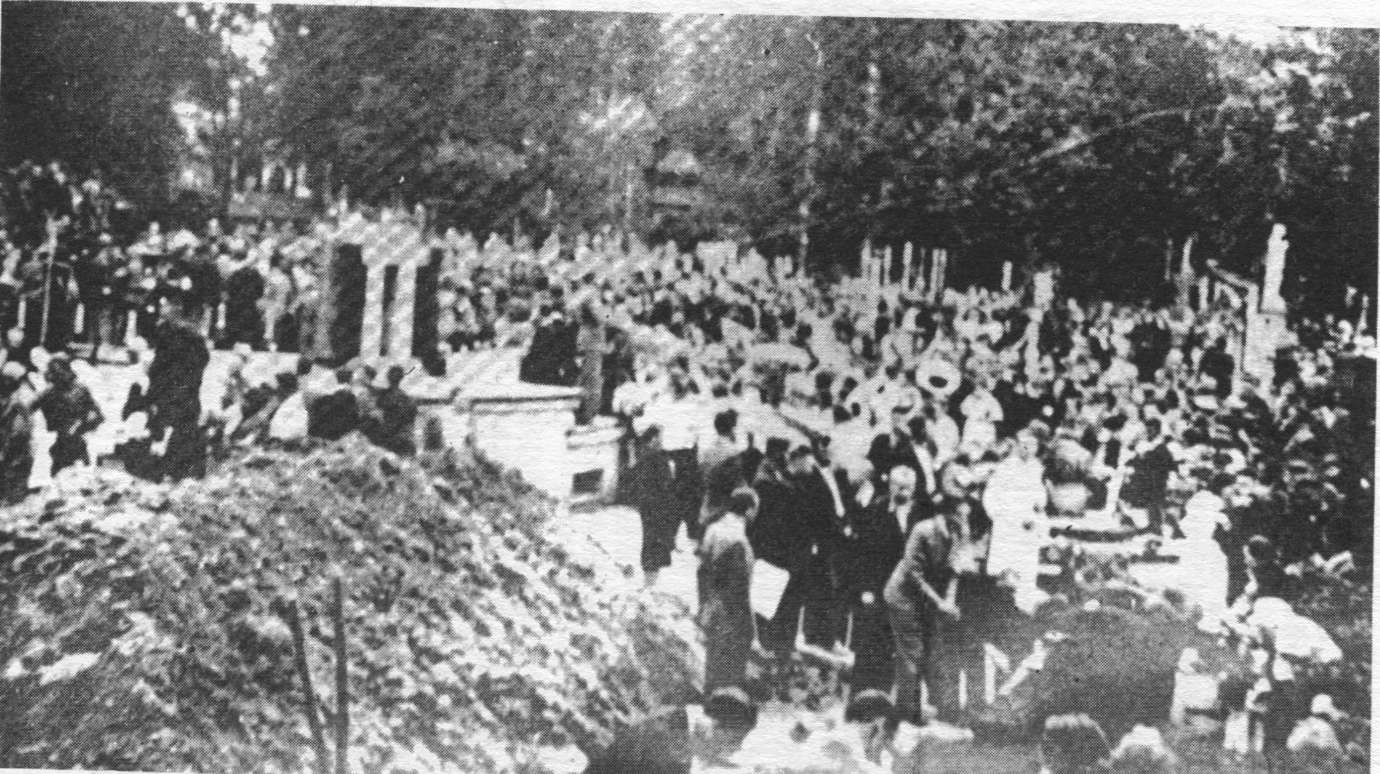
1941년 6월 26일, 카우나스에서 발생한 6월 봉기 희생자의 장례식.

임시정부 붕괴 이후에도 공적 생활의 권리 침해는 계속되었다. 1941년 9월에는 리투아니아 운동 전선의 활동이 금지되었고 일부 지도자들은 강제수용소로 끌려갔다. 12월에는 리투아니아 내 마지막 합법정당이었던 친나치 계열 리투아니아 국민당도 금지되었다. 임시정부가 발의한 법안 대부분은 종이뿐인 법안으로 남았다. 하지만 지역 행정이나 교육과 같이 독일인과 직접적인 이해관계가 없는 항목에 관한 몇몇 법률은 어느정도 지속적으로 영향을 미쳤다. 정부는 리투아니아인으로 구성된 발전된 지방 행정부를 버렸다. 이 때문에 상부의 독일 명령이 하부에서 의도적으로 차단되어 집행되지 않는 등 수동적인 저항이 가능했다. 예를 들어 리투아니아는 무장친위대 사단 징집, 독일의 강제 노동자 할당량, 리투아니아 학교의 독일화 등에 저항했다.
독립에 실패하였고 장기적으로도 별로 많은 성과를 거두지 못했음에도 6월 봉기는 중요한 사건으로 기록되었다. 카지스 슈키르파가 회고록에도 요약했듯이 6월 봉기는 리투아니아 국민이 독립국을 가지겠다는 결의를 보여주었으며 또한 1940년 6월 리투아니아가 소련에 자발적으로 편입된 것이라는 신화를 불식시켰다. 봉기는 소련 내로 나치 독일군이 빠르게 진격하는데에도 도움을 주었는데 바르바로사 작전 개시 17일만에 독일군은 프스코프에 도달했다. 1941년 6월의 사건은 여러 논란도 가져왔다. 당시 전 리투아니아 대통령인 안타나스 스메토나와 스타시스 로조라이티스와 같은 해외 리투아니아 외교관들은 6월 봉기가 "나치의 영향을 받았다고" 말했다. 이런 말은 미국, 영국, 그 외 기타 서방 강대국에게 리투아니아가 나치의 동맹국이 아님을 설득하기 위한 시도였다고 분석하는 학자들도 있다. 임시정부는 반유대주의적인 구호와 법령, 특히 8월 1일 발표한 "유대인의 지위에 관한 규정"(Žydų padėties nuostatai)으로 큰 비판을 받았다. 임시 정부의 군사인 국민노동방위대대는 카우나스 요새의 제7요새와 인근 지역에서 리투아니아계 유대인을 대량처형하는 하만 기동습격대와 특수작전특공대 산하 부대로 동원되었다. 당시 살아남았던 유대인 생존자와 작가들은 특히 카우나스 인근 지역에서 리투아니아 운동 전선이 유대인을 향해 무차별적이고 심각한 폭력을 가했으며, 나치 부대가 도착하기도 전에 카우나스 포그롬과 같은 대량학살 행위도 벌였다고 말했다.

## 같이 보기
- 제2차 세계 대전 기간 나치 독일의 리투아니아 점령

## 참고 문헌
- Anušauskas, Arvydas;  외., 편집. (2005). 《Lietuva, 1940–1990》 (리투아니아어). Vilnius: Lietuvos gyventojų genocido ir rezistencijos tyrimo centras. ISBN 9986-757-65-7.
- Bubnys, Arūnas (1998). 《Vokiečių okupuota Lietuva (1941–1944)》 (리투아니아어). Vilnius: Lietuvos tautinis kultūros fondas. ISBN 9986-757-12-6.
- Gerutis, Albertas, 편집. (1984). 《Lithuania: 700 Years》. 번역 Budreckis, Algirdas 6판. New York: Manyland Books. ISBN 0-87141-028-1. LCC 75-80057.
- Misiunas, Romuald J.; Taagepera, Rein (1993). 《The Baltic States: Years of Dependence 1940–1990》 expa판. University of California Press. ISBN 0-520-08228-1.
- Narutis, Pilypas (1994). 《Tautos sukilimas 1941 Lietuvos nepriklausomybei atstatyti / Lithuanian uprising 1941 Struggle for independence - caught between Nazi Germany and Soviet Empire.》 1판. Illinois: Oak Lawn, Ill.